# Maximo Munzi
Maximo Felipe Munzi (Buenos Aires, 26 de julio de 1957–Los Ángeles, 16 de diciembre de 2014) fue un director de fotografía argentino, que trabajó durante 30 años en más de cien películas. Murió a causa de un cáncer de páncreas en Los Ángeles a la edad de 57 años.

## Filmografía destacada
- Expecting a Miracle, de Steve Gomer (2009)
- The Storm (miniserie) (2009)
- Ring of Death (2008)
- El ángel vengador (Avenging Angel), de David S. Cass Sr. (2007)
- Sacrificios del corazón (Sacrifices of the Heart), de David S. Cass Sr. (2007)
- Solo postres (Just Desserts), de Kevin Connor (2004)
- Momentum, de James Seale (2003)
- Al otro lado de la frontera (Across the Line), de Martin Spottl (2000)
- Chain of Command (2000)
- Hacia el fin del mundo (Judgment Day), de John Terlesky (1999)
- Healer (1994)
- Kissing Miranda (1994)
- Miami Connection (1987)